# George Earle Chamberlain
George Earle Chamberlain, född 1 januari 1854 nära Natchez, Mississippi, död 9 juli 1928 i Washington, D.C., var en amerikansk demokratisk politiker. Han var guvernör i delstaten Oregon 1903–1909. Han representerade sedan Oregon i USA:s senat 1909–1921.
Chamberlain utexaminerades 1876 från Washington and Lee University och flyttade sedan till Oregon. Han deltog 1878 som löjtnant i delstatens milis i kriget mot indianerna i östra Oregon. Han inledde 1879 sin karriär som advokat i Linn County. Han tjänstgjorde som distriktsåklagare 1884–1886 och som delstatens justitieminister 1891–1894. Han fortsatte sedan som advokat i Portland, Oregon där han var distriktsåklagare 1900–1902.
Chamberlain efterträdde 1903 Theodore Thurston Geer som guvernör i Oregon. Han avgick 1909 för att tillträda som ledamot av USA:s senat. Han besegrade republikanen R.A. Booth i senatsvalet 1914 men förlorade mot Robert N. Stanfield i senatsvalet 1920.
Chamberlain avled 1928 och gravsattes på Arlingtonkyrkogården.